# Veronica Stigger
Veronica Stigger est une écrivain, journaliste, enseignante et critique de l'art brésilienne, née à Porto Alegre en 1973.
Après trois livres de contes, elle sort en 2013 son premier roman. Opisanie swiata (titre en polonais signifiant « Description du monde »), qui remporte le Prêmio Machado de Assis (du meilleur roman) de la Bibliothèque nationale de 2013, le Prix de São Paulo 2014 (dans la catégorie « meilleure débutante de plus de 40 ans ») et le Prêmio Açorianos, également en 2014,,.
Elle remporte en 2017 le Prêmio Jabuti, pour Sul, dans la catégorie « Contes et Chroniques ».

## Œuvres
- O trágico e outras comédias - Angelus Novus, 2003; 7Letras, 2004
- Gran cabaret demenzial - Cosac Naify, 2007
- Os anões - Cosac Naify, 2010
- Opisanie swiata - Cosac Naify, 2013
- Sul - Editora 34, 2016.